# Kagaznagar
Kagaznagar (o Kothapet) è una suddivisione dell'India, classificata come municipality, di 59.549 abitanti, situata nel distretto di Adilabad, nello stato federato del Telangana. In base al numero di abitanti la città rientra nella classe II (da 50.000 a 99.999 persone).

## Geografia fisica
La città è situata a 19° 19' 60 N e 79° 28' 60 E e ha un'altitudine di 174 m s.l.m..

## Società

### Evoluzione demografica
Al censimento del 2001 la popolazione di Kagaznagar assommava a 59.549 persone, delle quali 30.361 maschi e 29.188 femmine. I bambini di età inferiore o uguale ai sei anni assommavano a 6.743, dei quali 3.483 maschi e 3.260 femmine. Infine, coloro che erano in grado di saper almeno leggere e scrivere erano 41.356, dei quali 23.537 maschi e 17.819 femmine.